# Gramado
Gramado egy község (município) Brazília Rio Grande do Sul államában, a Gaúcho-hegység úgynevezett Hortenzia-vidékén (Região das Hortênsias). A szomszédos Canelával együtt népszerű turisztikai célpont és üdülőhely. Népességét 2021-ben 36 864 főre becsülték.

## Neve
A gramado portugál szó jelentése „pázsit”; ezt az ihlette, hogy a fűvel és lombos fákkal borított területet gyakran használták pihenőhelyként az utazók.

## Története
1875-ben érkeztek az első telepesek: José Manoel Corrêa és öt fia, akik a jelenlegi város helyén telepedtek le, továbbá Trintão José Francisco de Oliveira és Leonor Gabriel de Souza, akik a Linha 28-nak nevezett részen állapodtak meg. Idővel német és olasz bevándorlók is letelepedtek, 1904-ben pedig a hely Taquara község 5. kerülete lett Linha Nova néven. 1913-ban a kerületi központot arra a helyre költöztették, ahol ma Gramado városa áll, mivel egy vasútvonal létrehozását tervezték. A kerületet Linha Nováról kezdetben Dinizópolisnak akarták átkeresztelni Taquara intendánsának, Diniz Martins Rangelnek tiszteletére, de végül a Gramado név honosodott meg.
1914-ben kápolnát építettek, 1917-ben pedig megalakult a Szent Péter-egyházközség (Paróquia de São Pedro). A következő néhány évben megépült a vasút (Viação Férrea do Rio Grande do Sul), posta és bank (a Banco Nacional do Comércio fiókja) nyílt, bevezették a villanyt. Az 1920-as években a kerület népessége 3500 körül volt. A településen 1930-ban mozi, 1933-ban katolikus iskola, 1935-ben templomépület, 1937-ben kórház épült. 1948-ban Gramado megkísérelt függetlenedni Taquarától, de ez kudarcba fulladt. Végül 1954-ben alakul független községgé.

## Leírása
A község a Gaúcho-hegység lejtőin helyezkedik el, 116 kilométerre Porto Alegretől. Mérsékelt éghajlatának, jellegzetes bajor stílusú építészetének és kulturális hagyományainak köszönhetően „a brazil Svájcnak” is nevezik; Brazília egyik legnépszerűbb idegenforgalmi célpontja, és az állam legnagyobb turisztikai infrastruktúrájával rendelkező községe (szállodák, éttermek, szabadidős tevékenységek, rendezvények). Gazdaságának alapja a turizmus, de jelen van az ipar is (bútor, készruha, csokoládé).
A községközpont egyik fő látványossága a Lago Negro (Fekete tó), egy U alakú mesterséges tó, melyet egy 9 hektáros parkban hoztak létre a 20. század közepén. Körülötte alpesi stílusú épületek, a Fekete-erdőben honos fák, azáleák és hortenziák láthatóak. Gramado legnagyobb rendezvénye a Natal Luz (Fények karácsonya), mely a legismertebb karácsonyi fesztivál Brazíliában, és évente 2,5 millió turistát vonz.
A községen áthalad a Rota Romântica, a túlnyomórészt német jellegű községeket összekötő tematikus turistaút.

## Képek

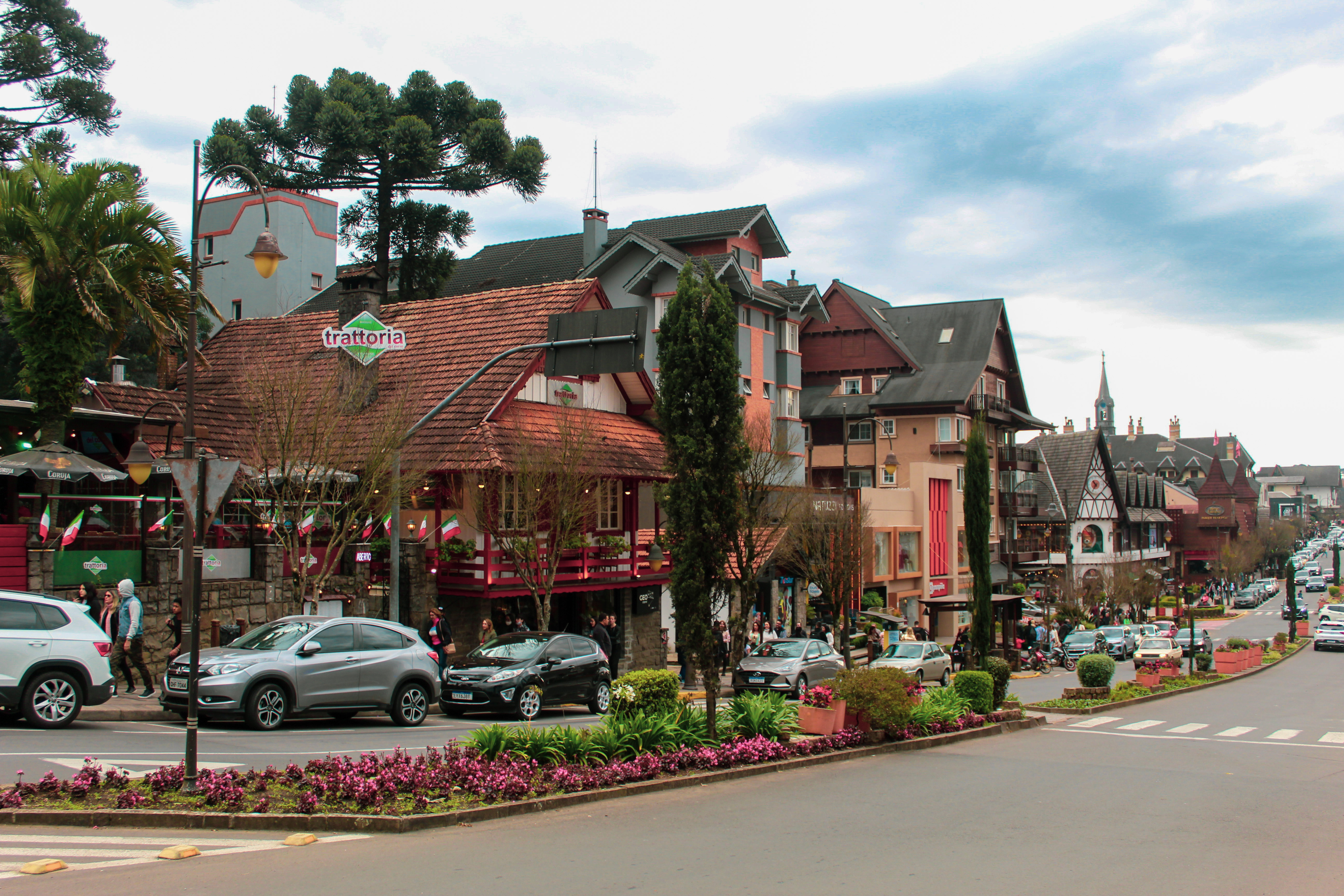
Városközpont
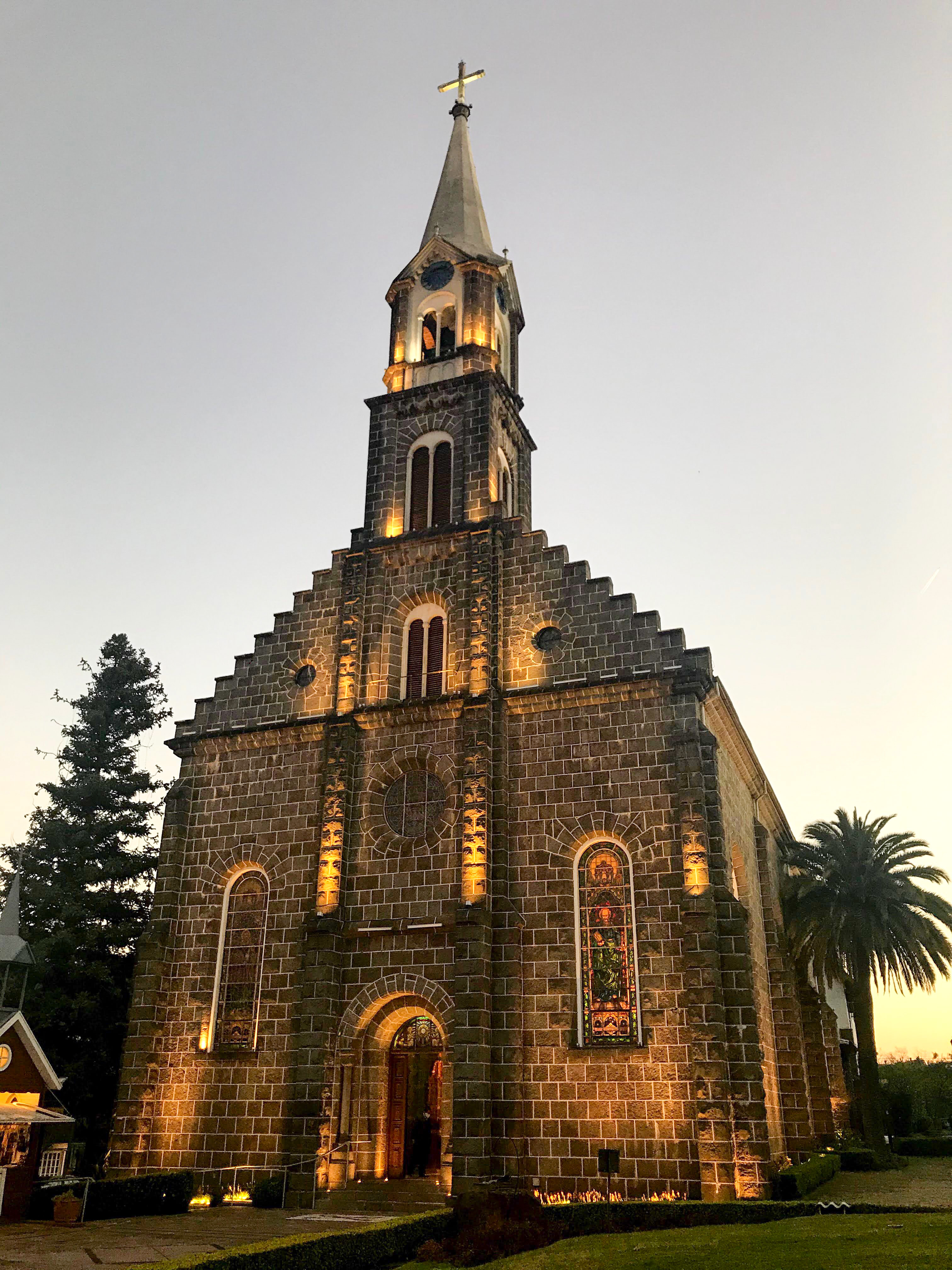
Szent Péter-templom
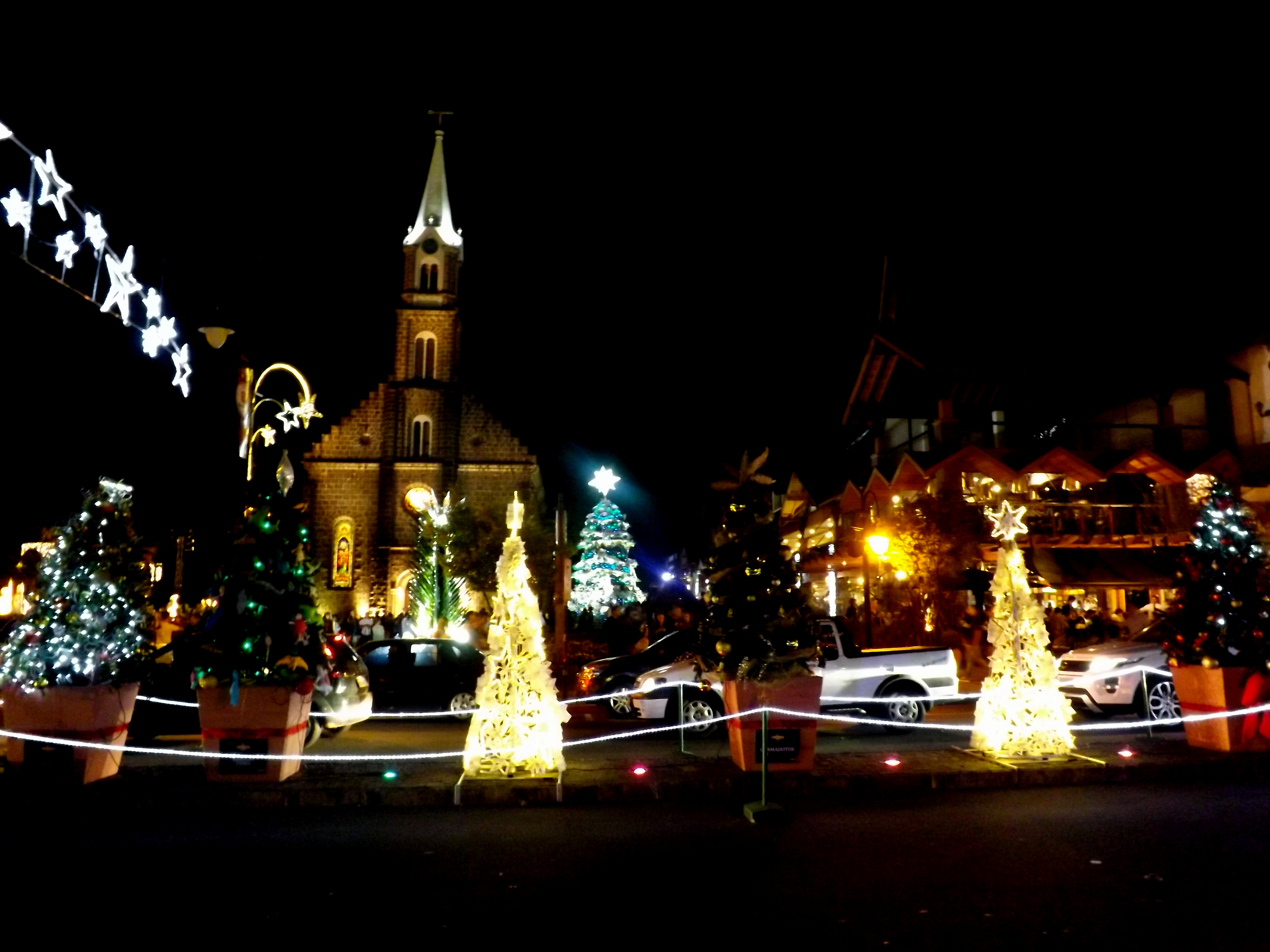
Karácsonyi fények
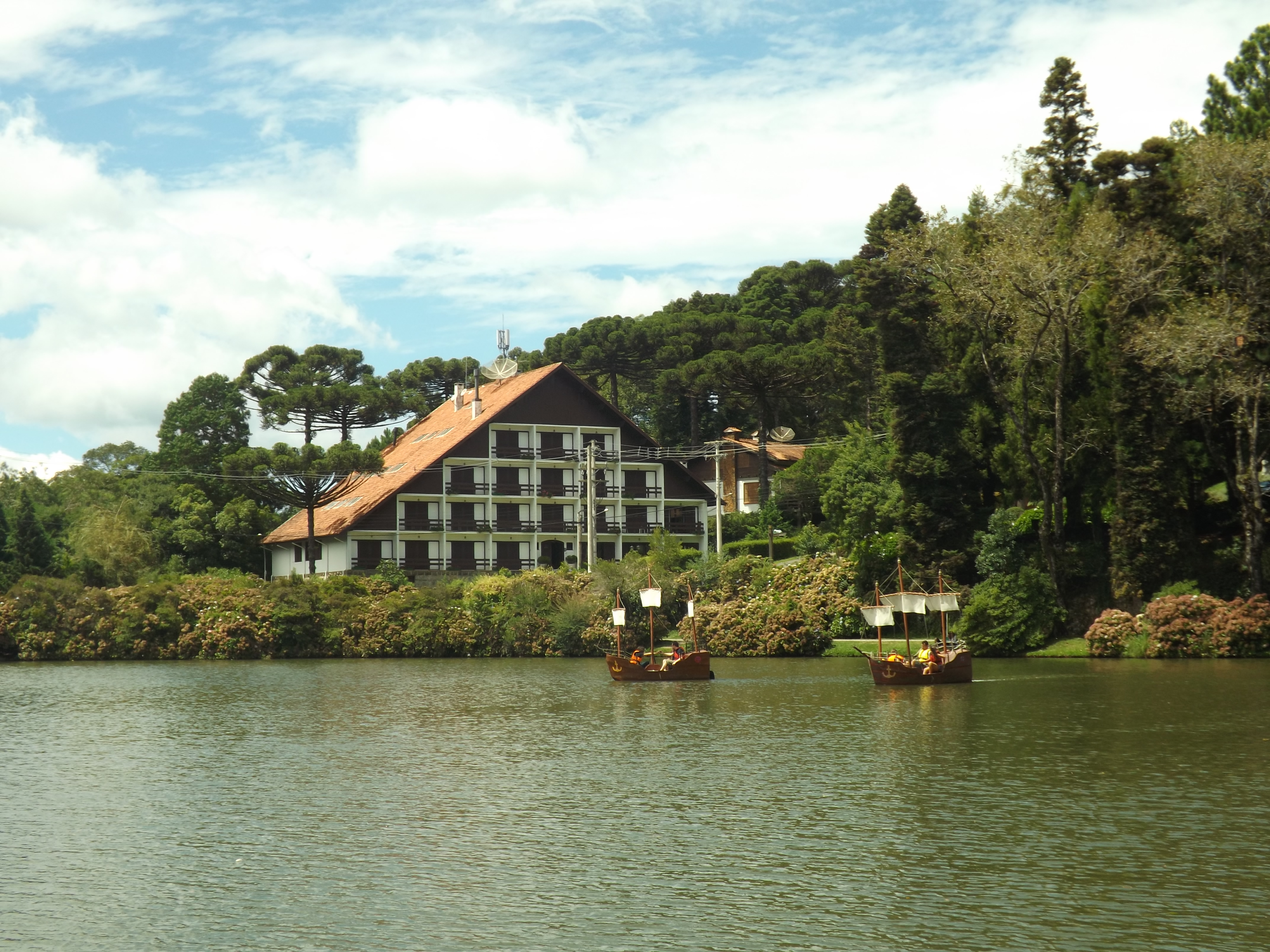
Lago Negro
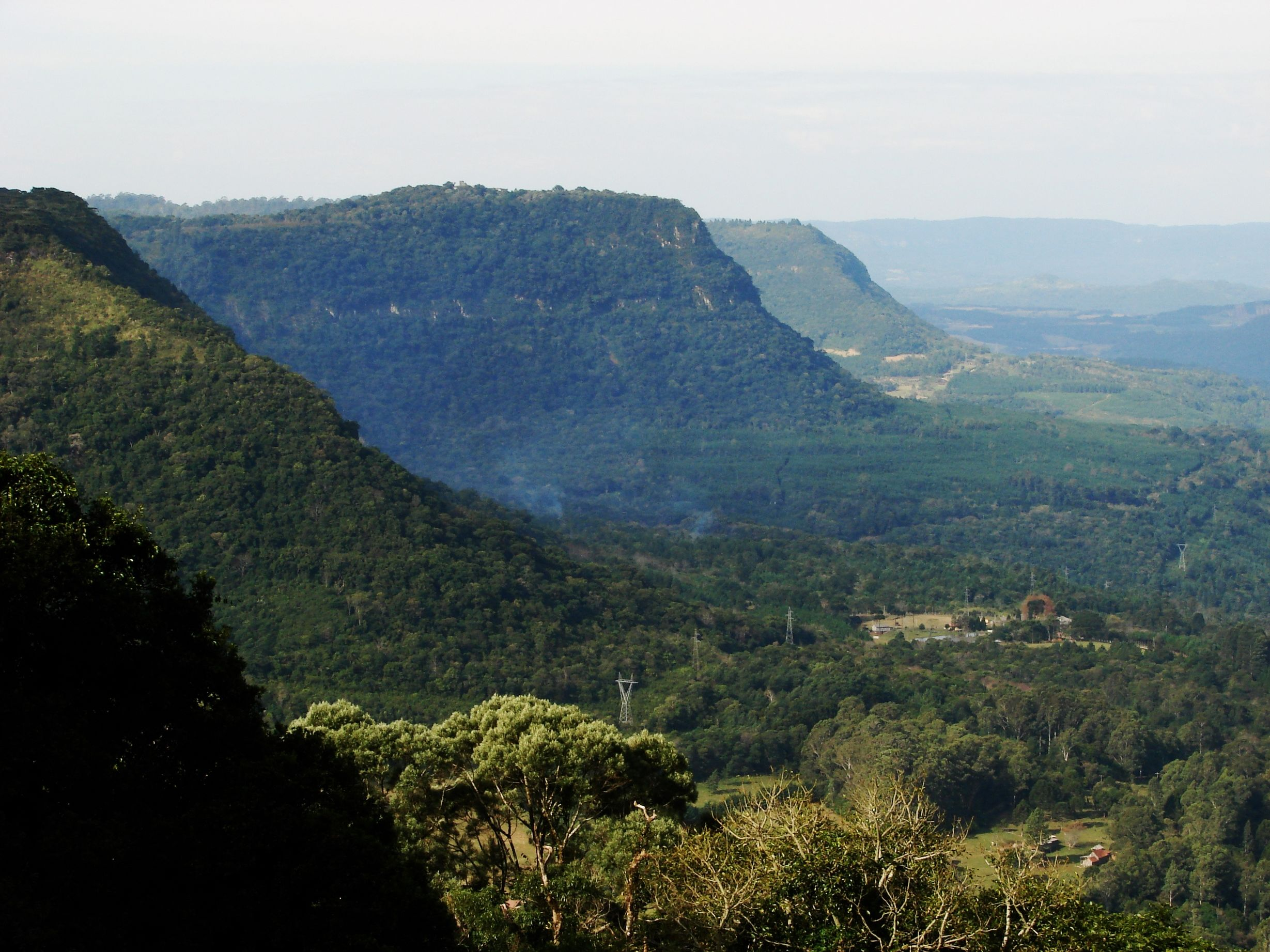
Quilombo-völgy